# 横山経兼
横山 経兼（よこやま つねかね）は、平安時代中期の横山党の武士。武蔵国の人物。横山資孝の子。

## 略歴
前九年の役で源頼義に従軍。安部貞任の刎ねられた首を掛けたことで知られる。この故事を以って、後に源頼朝の奥州征伐の際に子孫の横山時広が藤原泰衡の刎ねられた首を懸けたという(「吾妻鏡」)。